# Adhesión de Moldavia a la Unión Europea
Las relaciones entre Moldavia y la Unión Europea se iniciaron como tales en 1992, mientras que las primeras relaciones contractuales se establecieron con un Acuerdo de Asociación y Cooperación (AAC), rubricado el 26 de julio de 1994 y firmado el 28 de noviembre del mismo año.
Actualmente, Moldavia aspira a unirse a la Unión Europea y está implementando su primer Plan de Acción de tres años al interior del marco de la Política de Vecindad de la Unión Europea. La Unión Europea está desarrollando una relación cada vez más cercana con Moldavia, que va más allá de la cooperación hacia una gradual integración económica y profundización de la cooperación política.
Moldavia formalizó su solicitud de ingreso a la Unión Europea el 3 de marzo de 2022.

## Propuesta de adhesión a la Unión Europea
El Parlamento Europeo aprobó una resolución en 2014 que establece que "de conformidad con el artículo 49 del Tratado de la Unión Europea , Georgia, Moldavia y Ucrania, así como cualquier otro país europeo, tienen una perspectiva europea y pueden solicitar su ingreso en la UE de conformidad con los principios de la democracia , el respeto de las libertades fundamentales y los derechos humanos , los derechos de las minorías y la garantía del estado de derecho".
En abril de 2014, mientras visitaba la frontera entre Moldavia y Rumania en Sculeni , el primer ministro moldavo, Iurie Leanca , declaró: "Tenemos un objetivo ambicioso, pero considero que podemos alcanzarlo: hacer todo lo posible para que Moldavia se convierta en miembro de pleno derecho de la Unión Europea". cuándo Rumanía ocupará la presidencia de la UE en 2019".  En julio de 2017, Andrian Candu , presidente del parlamento de Moldavia, dijo que el país pretendía presentar una solicitud de ingreso a finales de 2018 o 2019.
Algunos partidos políticos dentro de Moldavia y Rumania abogan por la fusión de los dos países. Tal escenario incorporaría el territorio actual de Moldavia a Rumania y, por lo tanto, a la UE, aunque el Conflicto de Transistria seguiría siendo un problema. Con respecto a la libre circulación de trabajadores, se podría argumentar que, en lo que respecta a las personas, Moldavia ya es miembro de facto de la UE, ya que los moldavos obtendrán automáticamente un pasaporte rumano si demuestran que sus antepasados fueron rumanos en algún momento ( eso es antes de que los países se dividieran ).
El proceso de integración, sin embargo, se ha visto obstaculizado por muchos problemas internos. La cuestión no resuelta de la república separatista de Transnistria es una barrera importante para cualquier progreso. Además, la región autónoma de Gaugazia en Moldavia celebró dos referéndums el 2 de febrero de 2014, en los que una abrumadora mayoría de votantes rechazó la integración con la UE y optó por estrechar lazos con Rusia.
En el contexto de la invasión rusa de Ucrania en 2022, la presidenta Maia Sandu firmó una solicitud formal de ingreso en la UE el 3 de marzo de 2022. El 7 de marzo, la UE dijo que evaluará formalmente la solicitud de Moldavia. El 11 de abril, el ministro de Asuntos Exteriores e Integración Europea de Moldavia , Nicu Popescu, recibió un cuestionario de la Comisión Europea (CE) tras una reunión con el Comisario Europeo de Vecindad y Ampliación, Olivér Várhelyi, como resultado de la solicitud de candidatura de Moldavia. Su respuesta a la primera parte del cuestionario fue devuelta a la CE a través de la Delegación de la Unión Europea al jefe de Moldavia, Janis Mazeiks, por la primera ministra de Moldavia, Natalia Gavrilița, el 22 de abril, mientras que las respuestas a la segunda parte se presentaron el 12 de mayo de 2022.
El 17 de junio de 2022, la Comisión Europea recomendó formalmente que el Consejo Europeo otorgara a la República de Moldavia la perspectiva de convertirse en miembro de la Unión Europea y el estatus de candidato para la adhesión, con una serie de condiciones para la apertura de negociaciones de adhesión.
El 20 de mayo de 2024, Moldavia se convierte en el primer país no signatario de la Unión Europea (UE) en firmar un pacto de seguridad y defensa con la UE con el fin de recibir ayuda para reforzar y gestionar sus fronteras, facilitar la cooperación en materia de ciberseguridad y luchar contra la desinformación.

## Delegación
La Delegación de la Unión Europea en Moldavia se abrió en Chişinău en octubre de 2005, tiene el estatus de misión diplomática y representa oficialmente a la UE en la República de Moldavia.
Delegaciones como la de Moldavia existen en todo el mundo. En total hay más de 136.
El mandato de la Delegación incluye:
- Promoción de las relaciones políticas y económicas entre los países de acreditación y la Unión Europea;
- Seguimiento de la implementación de los Acuerdos de Asociación y Cooperación (ACC) entre la UE y Moldavia;
- Informar al público sobre el desarrollo de la UE y explicar y defender las políticas individuales de la UE;
- Participar en la implementación de los programas de ayuda exterior de la UE (principalmente TACIS , FSP, ENP ), centrándose en el apoyo al desarrollo democrático y la buena gobernanza , la reforma normativa y el desarrollo de capacidades administrativas, la reducción de la pobreza y el crecimiento económico.

## Opinión pública
El 2 de febrero de 2014, la Unidad Territorial Autónoma de Gagauzia celebró dos referendos sobre la integración europea. En uno, el 98,4 % votó a favor de unirse a la Unión Aduanera de Bielorrusia, Kazajistán y Rusia , mientras que en el segundo el 97,2 % se opuso a una mayor integración con la UE. El 98,9% también apoyó la propuesta de que Gagauzia podría declarar la independencia si Moldavia se unificaba con Rumania. Hay preocupación en Gagauzia de que la integración de Moldavia en la UE pueda conducir a tal unificación con Rumania, miembro de la UE, que es impopular en la región autónoma.
Una encuesta realizada en junio de 2018 encontró que el 46 % prefería que Moldavia se uniera a la UE frente al 36 % que prefería unirse a la  Unión Económica Euroasiática.